# 市立札幌豊成支援学校
市立札幌豊成支援学校（しりつさっぽろほうせいしえんがっこう、英: Municipal Sapporo Hosei Special Needs School）は、北海道札幌市南区に位置する、肢体不自由児を対象とした市立支援学校である。小学部と中学部が設置されている。

## 沿革
- 1972年4月 - 札幌市立美香保小学校に肢体不自由児学級（札幌市福祉部児童家庭課つぼみ学級小学部）を開設[1]。
- 1976年4月 - 札幌市立美香保中学校に肢体不自由児学級（札幌市福祉部児童家庭課つぼみ学級中学部）を開設。
- 1983年4月 - 札幌市立山の手養護学校つぼみ小学部分校・中学部分校を開校。
- 1990年4月 - 札幌市立山の手養護学校つぼみ高等部分校を開校。
- 1992年4月 - 札幌市立豊成養護学校（小学部・中学部・高等部）を開校。小学部は現在地に、中学部は札幌市立中央中学校内に、高等部は札幌市立中央小学校内に設置。
- 2002年10月 - 開校10周年記念式典を実施。
- 2004年4月 - 札幌市立北翔養護学校（中学部・高等部）を開校。豊成養護学校は2004年度より小学部のみの学校となる。
- 2011年10月 - 開校20周年記念式典を実施。
- 2016年4月 - 中学部を併設。
- 2022年2月 - 開校30周年記念全校集会を開催。
- 2022年4月 - 校名を「札幌市立札幌豊成支援学校」に変更。

## 児童・生徒数
- 17名（2025年度）[2]

## 通学区域
白石区、厚別区、豊平区、清田区、南区、中央区（北1条宮の沢通以南及び創成川通以東）、東区（環状通以南） 

## 所在地
〒005-0030　北海道札幌市南区南30条西8丁目1番50号